# Hastighetsåkning på skridskor vid olympiska vinterspelen 1952
Hastighetsåkning på skridskor vid olympiska vinterspelen 1952 i Oslo, Norge. Tävlingarna hölls lördag 16 februari till tisdag 19 februari 1952.

## Medaljsummering
| Gren                     | Guld                   | Guld         | Silver                          | Silver  | Brons                                    | Brons   |
| 500 meter Detaljer...    | Ken Henry USA          | 43,2         | Don McDermott USA               | 43,9    | Gordon Audley Kanada Arne Johansen Norge | 44,0    |
| 1 500 meter Detaljer...  | Hjalmar Andersen Norge | 2:20,4       | Wim van der Voort Nederländerna | 2:20,6  | Roald Aas Norge                          | 2:21,4  |
| 5000 meter Detaljer...   | Hjalmar Andersen Norge | 8:10,6 (OR)  | Kees Broekman Nederländerna     | 8:21,6  | Sverre Haugli Norge                      | 8:22,4  |
| 10 000 meter Detaljer... | Hjalmar Andersen Norge | 16:45,8 (OR) | Kees Broekman Nederländerna     | 17:10,6 | Carl-Erik Asplund Sverige                | 17:16,6 |

## Deltagande länder
Sju åkare deltog i alla fyra tävlingar. Totalt deltog 67 åkare från 14 länder.
- Australien (1)
- Österrike (3)
- Belgien (3)
- Finland (6)
- Kanada (4)
- Italien (3)
- Japan (6)
- Nederländerna (7)
- Norge (12)
- Storbritannien (3)
- Sverige (9)
- Tyskland (1)
- Ungern (2)
- USA (7)

## Medaljfördelning
| Pl.    | Nation        | Guld | Silver | Brons | Totalt |
| ------ | ------------- | ---- | ------ | ----- | ------ |
| 1      | Norge         | 3    | 0      | 3     | 6      |
| 2      | USA           | 1    | 1      | 0     | 2      |
| 3      | Nederländerna | 0    | 3      | 0     | 3      |
| 4      | Kanada        | 0    | 0      | 1     | 1      |
| 4      | Sverige       | 0    | 0      | 1     | 1      |
|        |               |      |        |       |        |
| Totalt | Totalt        | 4    | 4      | 5     | 13     |